# 霍尔瓦特票

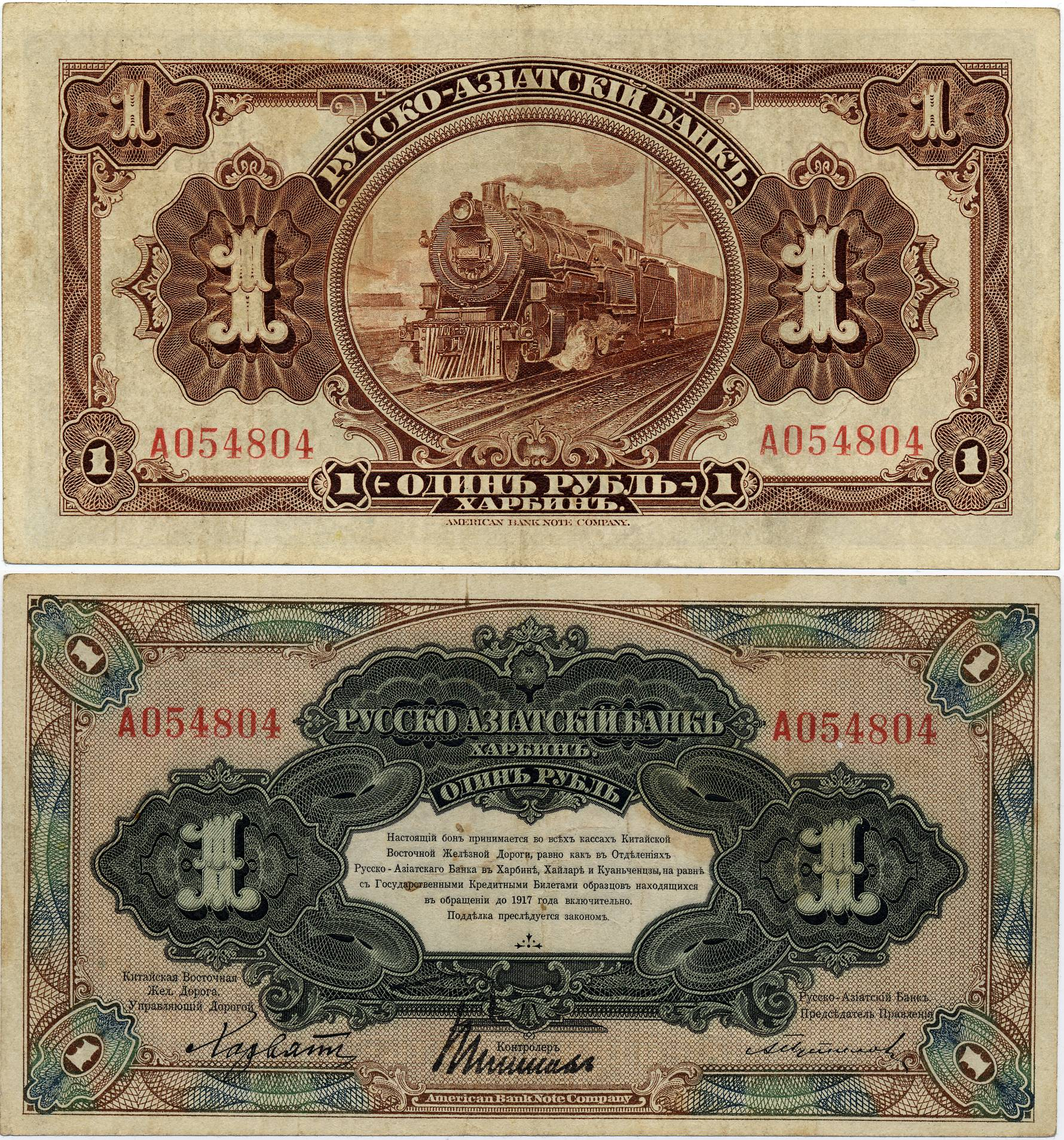
1卢布霍尔瓦特票，序列号冠有“A”字

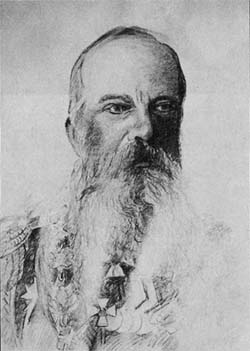
德米特里·霍尔瓦特肖像

霍尔瓦特票，又称霍尔瓦特卢布、华俄道胜银行中东铁路券，是东清铁路（1920年，改称中东铁路）管理局授意华俄道胜银行发行的一种卢布纸币，有50戈比、1卢布、3卢布、10卢布和100卢布等5种面额，由美国钞票公司印制，总发行量为2000万卢布。

## 历史
1918年12月，华俄道胜银行哈尔滨分行奉东清铁路管理局局长兼护路军总司令德米特里·霍尔瓦特命令以市面缺乏小额货币为名发行卢布兑换券，被称为“霍尔瓦特票”。该币的发行受到了社会舆论的抵制，尽管哈尔滨《远东报》极力为其辩护、鼓吹，但始终未获得商民认同。1919年1月10日和15日，黑龙江督军鲍贵卿先后电告吉林督军孟恩远、省长郭宗熙和奉天巡阅使张作霖一致拒绝接受，并通令各商会一律拒用。鲍贵卿指出“霍尔瓦特现发行新羌帖，为数甚巨……假借找零为名，实则扩张票额。查中东铁路经过地方，本为我国领土，俄人于此行使纸币，已属碍我主权。自羌帖低折以来，商民损害不下万万。现霍氏又发新帖，万难听其行使。”由于俄方的全力推行，最终在哈尔滨埠头区及中东铁路沿线勉强行用。1920年3月13日，霍尔瓦特因中东铁路的中俄工人罢工被迫去职，中国政府接管中东铁路。此后，华俄道胜银行拒绝收兑霍尔瓦特票，中东铁路也不再使用，霍尔瓦特票成为废纸。

## 票样

### 描述
该币正面有火车图案，背面均印有俄语告示，意为“本券在所有的中东铁路收款处和在哈尔滨、海拉尔、宽城子的华俄道胜银行分行均可接受，并与1917年以前包括1917年流通的国家钞票通用，伪造者依法必究”，两面均有序列号、俄文银行名（意为俄亚银行，其中文名为华俄道胜银行）、俄文地名（哈尔滨）、英文印钞厂名（美国钞票公司），以及俄语和阿拉伯数字的面额。50戈比票券正面和其他面额票券背面的下侧均印有行长、铁路局长及副行长签字。霍尔瓦特票的发行广告上有对票面上的具体签字情况的详细描绘：“该项兑换券在50戈比券上印道胜银行行长普吉罗夫及东铁局长霍尔瓦特之押；在1卢布、3卢布、10卢布券上除印普吉洛夫及霍尔瓦特之押外，并印有哈尔滨分行行长皮灭诺夫以检查员名目之押；在100卢布券上印有皮灭诺夫个人之押，或下列哈尔滨分行副行长之一，即秋列灭夫、保保夫、柏夫洛夫、吉米库斯、马切沃司或沃洛达夫之押”。

### 信息表
| 票样                                       | 票样 | 面额     | 尺寸 （mm） | 主色调        | 票面描述                                                         | 票面描述                                                             | 票面描述                        |
| 正面                                       | 背面 | 面额     | 尺寸 （mm） | 主色调        | 正面                                                             | 背面                                                                 | 冠号特征                        |
| ------------------------------------------ | ---- | -------- | ----------- | ------------- | ---------------------------------------------------------------- | -------------------------------------------------------------------- | ------------------------------- |
|                                            |      | 50 戈比  | 125×78      | 蓝灰色 红绿色 | 火车、阿拉伯数字面额、序列号、签名、俄语“俄亚银行”“哈尔滨”及面额 | 俄语告示、阿拉伯数字面额、序列号、俄语“俄亚银行”“哈尔滨”及面额       | 无冠字，6位号码                 |
|                                            |      | 1 卢布   | 150×80      | 棕色 蓝紫色   | 火车、阿拉伯数字面额、序列号、俄语“俄亚银行”“哈尔滨”及面额       | 俄语告示、阿拉伯数字面额、序列号、签名、俄语“俄亚银行”“哈尔滨”及面额 | 分别有A、B和无冠字三种，6位号码 |
|                                            |      | 3 卢布   | 152×83      | 绿色 蓝黑色   | 火车、阿拉伯数字面额、序列号、俄语“俄亚银行”“哈尔滨”及面额       | 俄语告示、阿拉伯数字面额、序列号、签名、俄语“俄亚银行”“哈尔滨”及面额 | 无冠字，6位号码                 |
|                                            |      | 10 卢布  | 160×86      | 红色 黑红色   | 火车、阿拉伯数字面额、序列号、俄语“俄亚银行”“哈尔滨”及面额       | 俄语告示、阿拉伯数字面额、序列号、签名、俄语“俄亚银行”“哈尔滨”及面额 | 无冠字，6位号码                 |
|                                            |      | 100 卢布 | 172×95      | 红色 黑红色   | 火车、阿拉伯数字面额、序列号、俄语“俄亚银行”“哈尔滨”及面额       | 俄语告示、阿拉伯数字面额、序列号、签名、俄语“俄亚银行”“哈尔滨”及面额 | 无冠字，6位号码                 |
| 这些图片是以每1像素表示1毫米的比例显示的。 |      |          |             |               |                                                                  |                                                                      |                                 |

## 备注
1. ↑  俄语中也称之为哈尔滨卢布（Харбинский рубль）或俄亚银行卢布（рубль Русско-Азиатского банка）。